# Guerino Gottardi
Guerino Gottardi (Berna, 18 dicembre 1970) è un allenatore di calcio ed ex calciatore svizzero con cittadinanza italiana, di ruolo difensore o centrocampista.

## Biografia
È figlio di emigranti italiani originari di Conegliano.

## Caratteristiche tecniche

### Giocatore
Gottardi è stato un calciatore polivalente, utilizzabile sia sulla fascia destra che su quella sinistra. Grazie alla sua duttilità è stato schierato efficacemente sia in difesa sia nella fase di spinta; in diverse occasioni ha giocato anche come esterno avanzato di centrocampo.

## Carriera

### Giocatore
Cresciuto calcisticamente nella natìa Svizzera, dopo sei stagioni nella massima divisione elvetica e due provini con Juventus e Reggina, è stato acquistato nell'estate 1995 dalla Lazio. Ha vestito la maglia dei biancocelesti fino al termine della carriera, avvenuto nel 2004. 
Sono da ricordare i suoi gol in Champions League allo stadio Santiago Bernabéu contro il Real Madrid nella partita vinta in rimonta dalle Merengues per 3-2, e nel derby di Coppa Italia contro la Roma, sconfitta all'ultimo minuto proprio grazie al gol del "jolly" elvetico; si distinse inoltre nella vittoriosa finale di ritorno della Coppa Italia 1997-1998 contro il Milan quando, appena subentrato, realizzò la rete del momentaneo 1-1 e si procurò il rigore del 2-1 trasformato poi dallo jugoslavo Jugovic, prima del definitivo 3-1 realizzato da Nesta. 
In maglia biancoceleste ha vinto uno scudetto, tre Coppe Italia, due Supercoppe italiane, una Coppa delle Coppe e una Supercoppa UEFA, risultando insieme a Giuseppe Favalli e Paolo Negro il calciatore più titolato della storia della Lazio.

### Allenatore
Ha collaborato, al fianco del generale Giulio Coletta e del coordinatore dell'area tecnica e direttore sportivo Igli Tare, nel settore giovanile della Lazio, dopo che nel 2008 ha anche ricoperto il ruolo di allenatore di una delle squadre giovanili biancocelesti.
Successivamente ha collaborato nei vivai della Cisco Roma e dell'Armata del Mare.

## Statistiche

### Presenze e reti nei club
| Stagione               | Squadra                | Campionato             | Campionato | Campionato | Coppe nazionali | Coppe nazionali | Coppe nazionali | Coppe continentali | Coppe continentali | Coppe continentali | Altre coppe | Altre coppe | Altre coppe | Totale | Totale |
| Stagione               | Squadra                | Comp                   | Pres       | Reti       | Comp            | Pres            | Reti            | Comp               | Pres               | Reti               | Comp        | Pres        | Reti        | Pres   | Reti   |
| ---------------------- | ---------------------- | ---------------------- | ---------- | ---------- | --------------- | --------------- | --------------- | ------------------ | ------------------ | ------------------ | ----------- | ----------- | ----------- | ------ | ------ |
| 1989-1990              | Young Boys             | A                      | 4          | 0          | CS              | ?               | ?               | -                  | -                  | -                  | -           | -           | -           | 4+     | 0+     |
| 1990-1991              | Young Boys             | A                      | 34         | 1          | CS              | ?               | ?               | -                  | -                  | -                  | -           | -           | -           | 34+    | 1+     |
| Totale Young Boys      | Totale Young Boys      | Totale Young Boys      | 38         | 1          |                 | ?               | ?               |                    | -                  | -                  |             | -           | -           | 38+    | 1+     |
| 1991-1992              | Neuchâtel Xamax        | A                      | 29         | 2          | CS              | ?               | ?               | CU                 | 1                  | 0                  | -           | -           | -           | 30+    | 2+     |
| 1992-1993              | Neuchâtel Xamax        | A                      | 31         | 1          | CS              | ?               | ?               | CU                 | 2                  | 0                  | -           | -           | -           | 33+    | 1+     |
| 1993-1994              | Neuchâtel Xamax        | A                      | 26         | 1          | CS              | ?               | ?               | -                  | -                  | -                  | -           | -           | -           | 26+    | 1+     |
| 1994-1995              | Neuchâtel Xamax        | A                      | 33         | 4          | CS              | ?               | ?               | -                  | -                  | -                  | -           | -           | -           | 33+    | 4+     |
| Totale Neuchatel Xamax | Totale Neuchatel Xamax | Totale Neuchatel Xamax | 119        | 8          |                 | ?               | ?               |                    | 3                  | 0                  |             | -           | -           | 122+   | 8+     |
| 1995-1996              | Lazio                  | A                      | 20         | 0          | CI              | 2               | 0               | CU                 | 1                  | 0                  | -           | -           | -           | 23     | 0      |
| 1996-1997              | Lazio                  | A                      | 18         | 0          | CI              | 3               | 0               | CU                 | 3                  | 0                  | -           | -           | -           | 24     | 0      |
| 1997-1998              | Lazio                  | A                      | 19         | 1          | CI              | 8               | 2               | CU                 | 5                  | 1                  | -           | -           | -           | 33     | 4      |
| 1998-1999              | Lazio                  | A                      | 13         | 0          | CI              | 3               | 0               | CdC                | 5                  | 0                  | SI          | 1           | 0           | 22     | 0      |
| 1999-2000              | Lazio                  | A                      | 5          | 0          | CI              | 7               | 0               | UCL                | 7                  | 0                  | -           | -           | -           | 19     | 0      |
| 2000-2001              | Lazio                  | A                      | 3          | 0          | CI              | 2               | 0               | UCL                | 2                  | 1                  | SI          | 1           | 0           | 8      | 1      |
| 2001-2002              | Lazio                  | A                      | 5          | 0          | CI              | 3               | 0               | UCL                | 0                  | 0                  | -           | -           | -           | 8      | 0      |
| 2002-2003              | Lazio                  | A                      | 1          | 0          | CI              | 3               | 0               | CU                 | 2                  | 0                  | -           | -           | -           | 6      | 0      |
| 2003-2004              | Lazio                  | A                      | 0          | 0          | CI              | 1               | 0               | UCL                | 1                  | 0                  | -           | -           | -           | 2      | 0      |
| Totale Lazio           | Totale Lazio           | Totale Lazio           | 84         | 1          |                 | 32              | 2               |                    | 26                 | 2                  |             | 2           | 0           | 144    | 5      |
| Totale carriera        | Totale carriera        | Totale carriera        | 241        | 10         |                 | 32+             | 2+              |                    | 29                 | 2                  |             | 2           | 0           | 304+   | 14+    |

## Palmarès

### Giocatore

#### Competizioni nazionali
- Campionato italiano: 1

Lazio: 1999-2000
- Coppa Italia: 3

Lazio: 1997-1998, 1999-2000, 2003-2004
- Supercoppa italiana: 2

Lazio: 1998, 2000

#### Competizioni internazionali
- Coppa delle Coppe: 1

Lazio: 1998-1999
- Supercoppa UEFA: 1

Lazio: 1999